# Shri Swaminarayan Mandir
Lo Shri Swaminarayan Mandir, noto anche come Tempio di Neasden è un mandir induista che sorge nel distretto eponimo della periferia nordoccidentale di Londra.
La sua costruzione, realizzata interamente a mano con tecniche antiche seguendo i dettami dell'Induismo, ha richiesto l’utilizzo di oltre ventimila blocchi di marmo, dapprima spediti in India per essere scolpiti a mano da artigiani scalpellini e successivamente inviati a Londra per l’assemblaggio.
Terminato nel 1995, è uno dei sette templi induisti di Londra, nonché il più grande tempio induista del mondo al di fuori dell’India ed è regolarmente frequentato da numerosi fedeli e alcuni visitatori occasionali.

## Storia
La realizzazione del Shri Swaminarayan Mandir si deve all’ispirazione e all’iniziativa della guida spirituale locale Pramukh Swami, quinto successore spirituale di Bhagwan Swaminarayan.
Tutto ebbe inizio nel giugno del 1970 quando lo Yogiji Maharaj Pramukh Swami ottenne l’autorizzazione per aprire il primo BAPS Swaminarayan Mandir del Regno Unito, presso una vecchia chiesa sconsacrata di Islington, distretto della periferia nord di Londra.
Nel 1982 la comunità induista locale trasferì il proprio luogo di culto nel vicino distretto di Neasden, presso un grande capannone in disuso. Da qui, alcuni anni dopo maturò l’idea di realizzare un vero mandir induista come suggerito dalla tradizione e Pramukh Swami si fece promotore di questo progetto, adoperandosi per ottenere i fondi necessari, oltre a sostenere le numerose iniziative di autofinanziamento già avviate dalla comunità di fedeli.
Nel 1990 la comunità induista locale ottenne le autorizzazioni necessarie per costruire il nuovo tempio su un terreno di fronte al precedente, che era adibito a deposito di autocarri destinati alla demolizione. Il progetto del mandir fu affidato all’architetto indiano Chandrakant B. Sompura, che lo realizzò seguendo i crismi dettati dai testi sacri dell’Induismo.
Il cantiere aprì nel luglio del 1993 e i lavori furono realizzati da un ristretto gruppo di professionisti, nonché da una consistente quantità di manovalanza costituita da fedeli che si offrirono volontariamente, lavorando a ritmo serrato. La costruzione, realizzata in gran parte a mano assemblando le decine di migliaia di blocchi di marmo scolpito, terminò nell'estate del 1995 raggiungendo un costo complessivo di circa dodici milioni di sterline e comprese anche la costruzione dell’haveli, la vicina struttura destinata a funzioni ricettive e che ospita le varie attività culturali e organizzative. Contemporaneamente l’edificio del vecchio tempio fu ristrutturato e trasformato in shayona, un grande negozio di alimentari indiano comprensivo di un ristorante vegetariano.
La cerimonia di inaugurazione fu presieduta da Pramukh Swami il 20 agosto 1995 al cospetto delle maggiori autorità, fra cui il Great Councelor di Londra Ken Livingstone, e della vasta comunità induista locale.
Nel corso degli anni il tempio è stato visitato anche da personaggi illustri come papa Giovanni Paolo II, Boris Johnson e il Primo Ministro britannico David Cameron.

## Descrizione

### Ilmandir

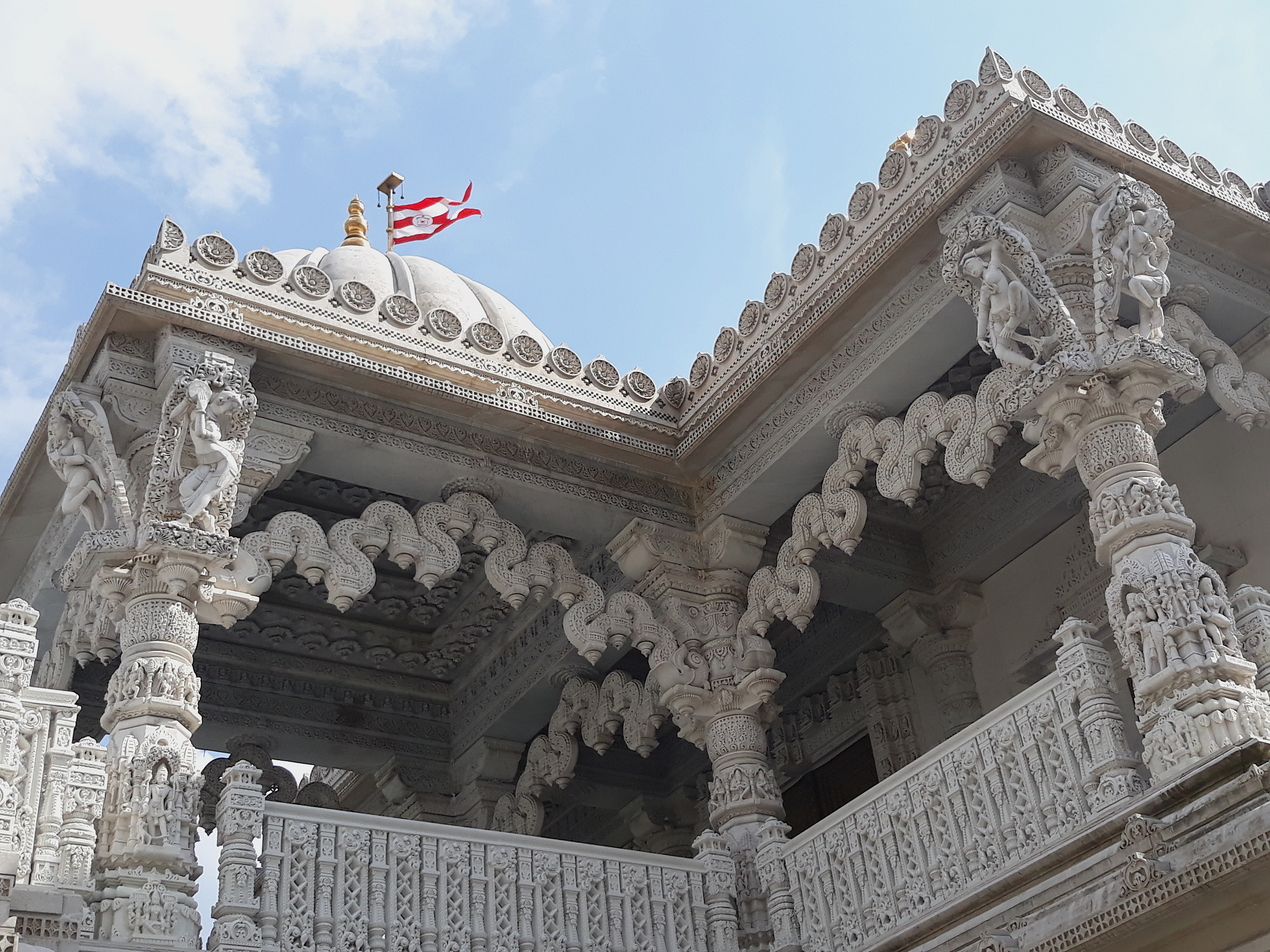
Un dettaglio del portico cerimoniale

Il mandir, ovvero il tempio, sorge su un terreno alla periferia nord occidentale di Londra ed è realizzato interamente con blocchi di marmo scolpito e mattoni, senza l'utilizzo di acciaio, cemento armato o tecniche architettoniche moderne, secondo i dettami vāstu śāstra della più antica tradizione artigianale induista. La grande perizia e la ricchezza delle innumerevoli decorazioni finemente scolpite ne fanno un monumento nazionale, nonché il più grande santuario induista al mondo al di fuori dell'India che attrae circa mezzo milione di persone all’anno tra fedeli e visitatori.

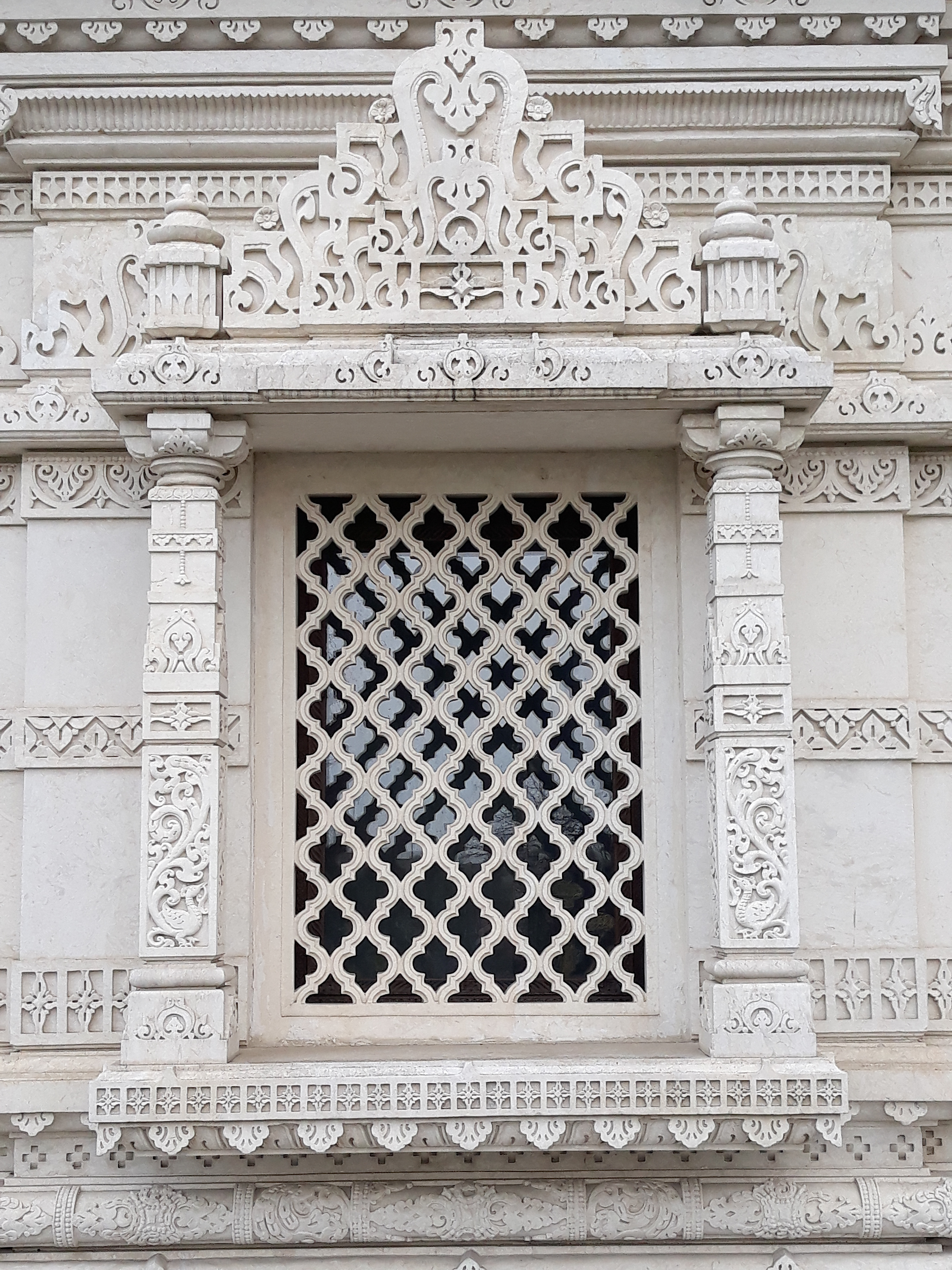
Una delle trentasei finestre fittamente decorate

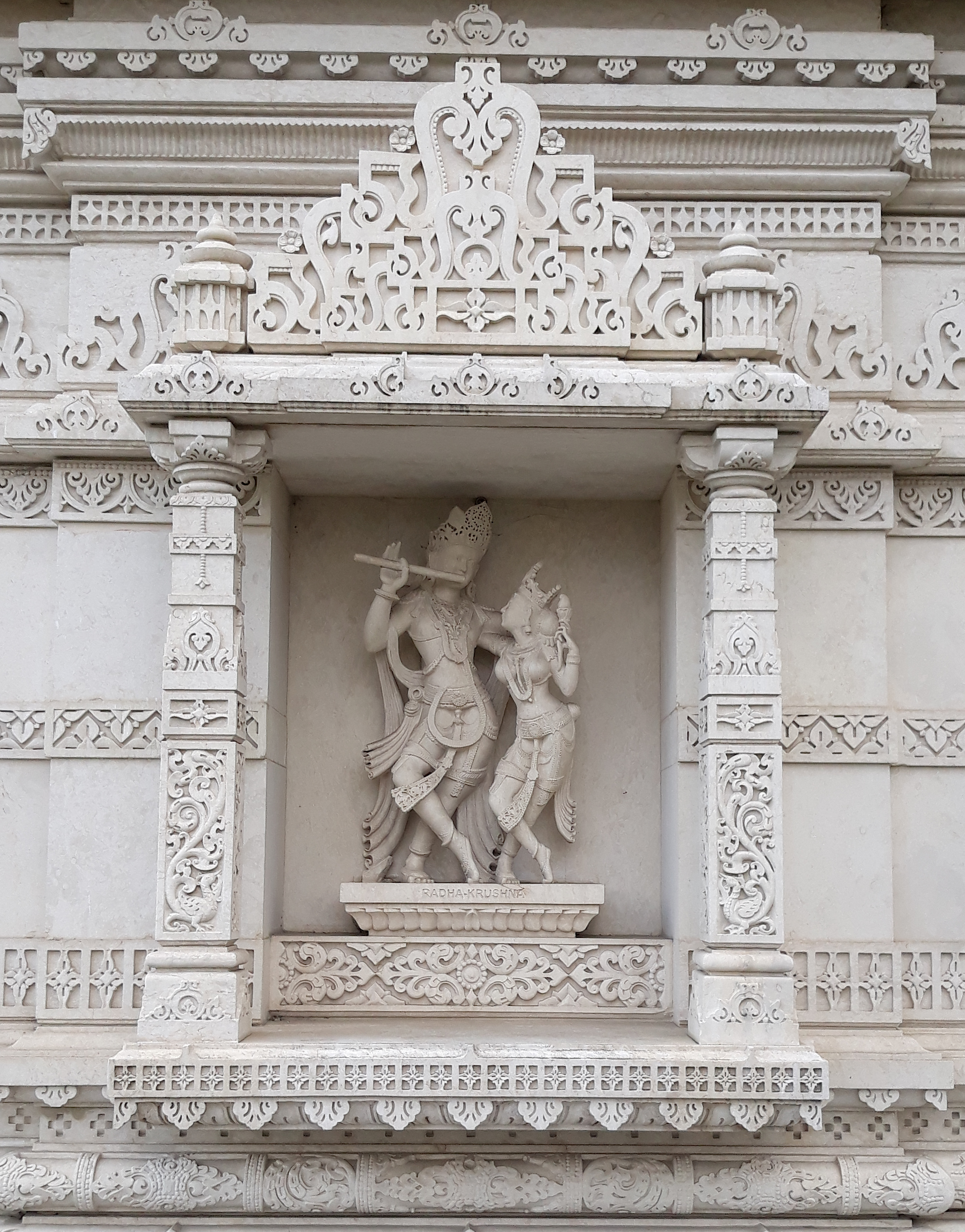
Una delle nicchie votive presenti sui prospetti laterali del tempio contenente una scultura raffigurante Radha Krusna

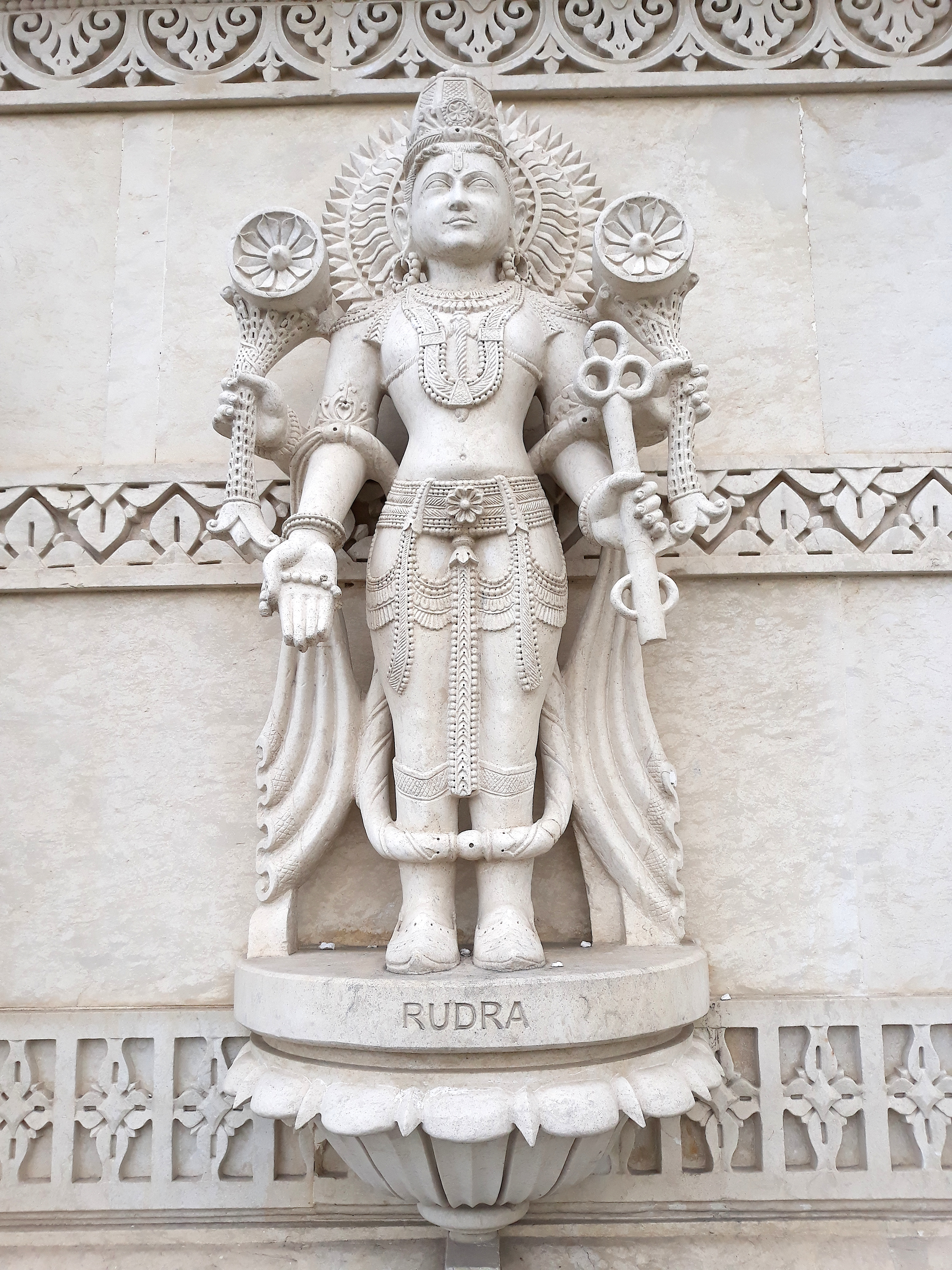
Una scultura votiva raffigurante Rudra su un prospetto laterale del tempio

Per la sua realizzazione sono occorsi circa 20.000 blocchi di pietra suddivisi in 2.100 tonnellate di marmo di Carrara provenienti dall'Italia e di 2.828 tonnellate di calcare proveniente dalla Bulgaria, che sono stati spediti via nave al porto indiano di Kandla, nel Gujarat, per essere scolpiti da 1.526 artigiani scalpellini locali sotto la supervisione dell’architetto indiano Chandrakant B. Sompura; ai manufatti realizzati si sono aggiunte alcune migliaia di pezzi scolpiti da blocchi di marmo ambaji di origine indiana. Gli elementi pazientemente realizzati sono stati infine 26.300 che, dopo essere stati accuratamente imballati e numerati, sono stati spediti a Londra per l’assemblaggio del tempio, la cui opera ha richiesto una durata complessiva di circa due anni, con il coinvolgimento di circa 450 lavoratori e oltre un migliaio di volontari della comunità induista locale.
Caratterizzato dal candore tipico del marmo con cui è realizzato, il tempio è composto da un corpo principale sormontato da una cupola centrale di circa venticinque metri di diametro e 3 minori frontali, attorniate da 7 pinnacoli scolpiti e sormontati dalle caratteristiche decorazioni trisferiche in ottone dorato. Tutti i prospetti presentano elaborati intarsi marmorei, grate scolpite a ciascuna delle 36 finestre e una serie di svariate mensole alternate a nicchie contenenti le principali sculture delle deità vediche induiste.
L'ingresso principale è posto a nordest ed è costituito da un alto portale affiancato da due ingressi laterali; essi sono preceduti da un ampio portico tripartito a cui si accede mediante una grande scalinata cerimoniale costituita da 31 gradini di marmo e da balaustre fittamente decorate.
Il perimetro esterno del tempio è completamente circondato da vasche d’acqua rituali e da un vicino giardino ornamentale fiorito che ha ricevuto anche premi e riconoscimenti locali.
Il tempio occupa un’area complessiva di 4.458 m², si sviluppa su due piani e il suo ingresso è libero, purché vi si acceda vestiti con pudore e senza calzature. Gli interni sono completamente rivestiti in marmo bianco e caratterizzati da un’illuminazione soffusa. Il piano terreno è suddiviso in due ali: a sinistra vi è una prima sala dedicata al culto, con un’anticamera dove sono esposte reliquie e oggetti appartenuti al guru Pramukh Swami, mentre l’ala destra ospita l’articolato percorso di una mostra permanente sulla storia dell’Induismo.
Dal corridoio centrale del piano terra si accede al salone cerimoniale superiore sormontato dalla cupola centrale e caratterizzato da nove colonne di marmo bianco fittamente decorate e scolpite; qui vi sono gli altari e le altre edicole votive delle maggiori deità vediche induiste.

### Lhaveli

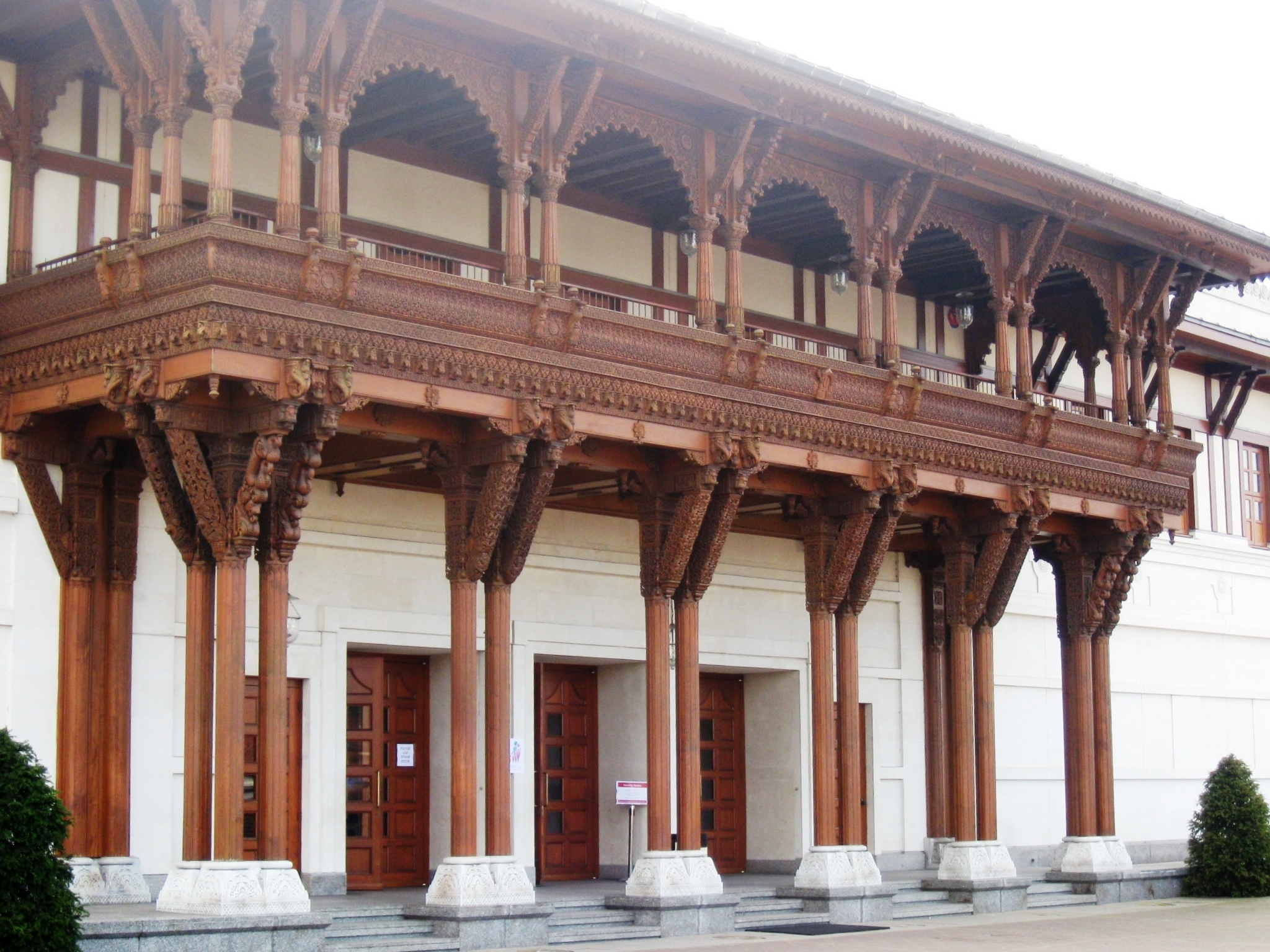
Il portico ligneo posto in corrispondenza dell'ingresso alla struttura polifunzionale dell’haveli, accanto al tempio

### L'haveli
L'haveli è la grande struttura polifunzionale che sorge accanto al tempio, riconoscibile per il portico ligneo finemente scolpito che si trova in corrispondenza dell’ingresso. Essa è collegata al tempio tramite un corridoio vetrato che affaccia su un giardino interno.
La struttura, di ben 31.095 m² di superficie, è realizzata prevalentemente in legno scolpito di querce provenienti da coltivazioni ecosotenibili della Birmania e al suo interno vi sono svariati locali a uso della comunità induista autoctona. Oltre all'ampio atrio di ingresso dove si trovano un negozio e alcune aree ricreative per accogliere i visitatori, l’haveli ospita un ampio padiglione da 2.750 m² attrezzato per ospitare eventi collettivi, un salone dedicato ai matrimoni, una sala convegni, un centro studi con una biblioteca, una piccola palestra, un centro medico ayurvedico, uffici e locali di servizio. Adiacente all’haveli sorge anche la struttura che ospita la Swaminarayan School.

## Riconoscimenti
Il tempio ha ottenuto negli anni alcuni importanti riconoscimenti che hanno contribuito a considerarlo a tutti gli effetti un monumento.

### Natural Stone Award
Nel 1995, a pochi mesi dal suo completamento, la Stone Federation ha assegnato al tempio il premio per la particolarità e la ricchezza delle decorazioni scolpite e per la tecnica costruttiva.

### Royal Commission on the Historical Monuments of England
Nel 1998 la Royal Commission on the Historical Monuments of England lo ha decretato «uno dei più importanti edifici della nostra società multiculturale.»

### Seven Wonders of London
La nota rivista Time Out ha definito lo Shri Swaminarayan Mandir «una delle sette meraviglie di Londra» includendolo nella lista dei più iconici monumenti moderni londinesi.

### Guinness World Record 2000
Il Guinness World Record 2000 lo ha catalogato come «il più grande tempio induista al mondo al di fuori dell’India.»

## Indicazioni
Lo Shri Swaminarayan Mandir è situato nel distretto di Neasden, nella periferia nord occidentale della Greater London. Seppur non vi siano stazioni della metropolitana nelle sue immediate vicinanze, il tempio è raggiungibile con la Jubilee Line e la Metropolitan Line, uscendo alla fermata Wembley Park e con le linee di bus 18 e 220; è inoltre raggiungibile percorrendo la vicina tangenziale North Circular Road.